# R443A
R443Aはアメリカ暖房冷凍空調学会（American Society of Heating, Refrigerating and Air-Conditioning Engineers：ASHRAE）が Standard 34に準拠して命名した炭化水素系混合冷媒ガスの一つ。プロピレン、プロパン、イソブタンを、それぞれ55％、40％、5％の比率で、一定の許容度の下で含有する。米国人Richard H. Maruya氏によって開発され、2014年5月13日に米国だけで特許取得（特許番号US8721916B2）されている。
地球温暖化係数（Global Warming Potential：GWP）が3と極めて低く、またR22に対する成績係数（Coefficient Of Performance：COP）比は105～110と良好であるが、可燃性が高い（ASHRAEは強燃性と分類）点が実用上の留意事項である。
R443Aに関する特許が存在するアメリカでは、開発者が運営するA.S.Trust社が「HCR188C2」という商品名で製造・販売を行っている。R443Aに関する特許の存在しない日本を含むアメリカ以外の諸国では、複数社により様々な商品名で適法に製造・販売が行われている。。